# Sashenka Hernández Estrada
Sashenka Hernández Estrada  (Turicuaro, municipio de Nahuatzen, 27 de junio de 1994) es una psicóloga feminista, activista y defensora de los derechos de las mujeres. Fue ganadora del Premio a la Juventud Michoacana categoría Igualdad Sustantiva en 2022.

## Trayectoria
Originaria de la meseta Purépecha de Michoacán es fundadora de la Colectiva Feminista de Mujeres Purépechas así como de la Colectiva Eratsikua ka P’ikuarinikua, en donde su trabajo se centra en la comunidad indígena de Pamatácuaro; abordando temas como la independencia financiera de las mujeres en la comunidad; así como acompañamiento a sobrevivientes de mujeres víctimas de violencia de género de comunidades indígenas purépechas.
Miembro y fundadora de la colectiva Sembradoras Audiovisuales así como del Colectivo Semillas Audiovisuales, con el que se acercan los conocimientos y las herramientas cinematográficas a niñas y adolescentes de las comunidades purépechas de Turícuaro y de Comachuén; con quienes realizó un cortometraje de terror llamado Naná Mirinkua en el año 2022.
También es parte de Marea Verde Michoacán e integró el equipo de la elaboración del Ixu jarhaskache acompañando, cortometraje en lengua purépecha que busca desestigmatizar el aborto en las comunidades indígenas; en el año 2022.

## Premios
Ganadora del Premio a la Juventud Michoacana 2022 en la categoría de Igualdad Sustantiva. En la ceremonia de premiación manifestó su opinión de rechazo a los presos políticos.